# Rod Chapman
Pour les articles homonymes, voir Chapman.
Rod Chapman est un pilote automobile britannique d'autocross, de rallycross, et de camions, du Kent.

## Biographie
Licencié au Tunbridge Wells Motor Club en 1960, il débute alors la compétition automobile en autocross sur Lotus Cortina Mk1, utilisant ce même véhicule lors de la retransmission télévisée du premier rallycross jamais organisé, en février 1967 au circuit de Lydden Hill (en) près de Douvres. Par la suite il a encore l'occasion devant les caméras de la BBC d'affronter Roger Clark (et son frère Stan) en 1970, tous trois évoluant alors sur des Ford Capri 3L. 4WD spécialement adaptées par la marque Ford. 
Devenu pilote officiel de celle-ci, il dispute le premier Championnat d'Europe de rallycross organisé en 1973, terminant alors la compétition derrière son partenaire d'écurie John Taylor, tous deux évoluant sur des Ford Escort RS1600 TwinCam. Chapman cesse la course automobile en 1977, pour se recentrer sur ses entreprises de transport et de démolition basées à Tunbridge Wells.
Sa carrière sportive en conduite sur poids lourds avec l'un de ses propres véhicules s'étale ensuite de 1985 à 1992, après quoi il prend la décision de se retirer du circuit. Il reste dans cette discipline comme le premier vainqueur de la Classe A (la catégorie la plus puissante) du premier Championnat d'Europe de courses de camions. Il participe à l'époque également aux 24 Heures du Mans camions (terminant 5e), et il remporte avec le commenteur de radio et de télévision Mike Smith l'épreuve d'endurance camions organisée à Brands Hatch.

## Palmarès

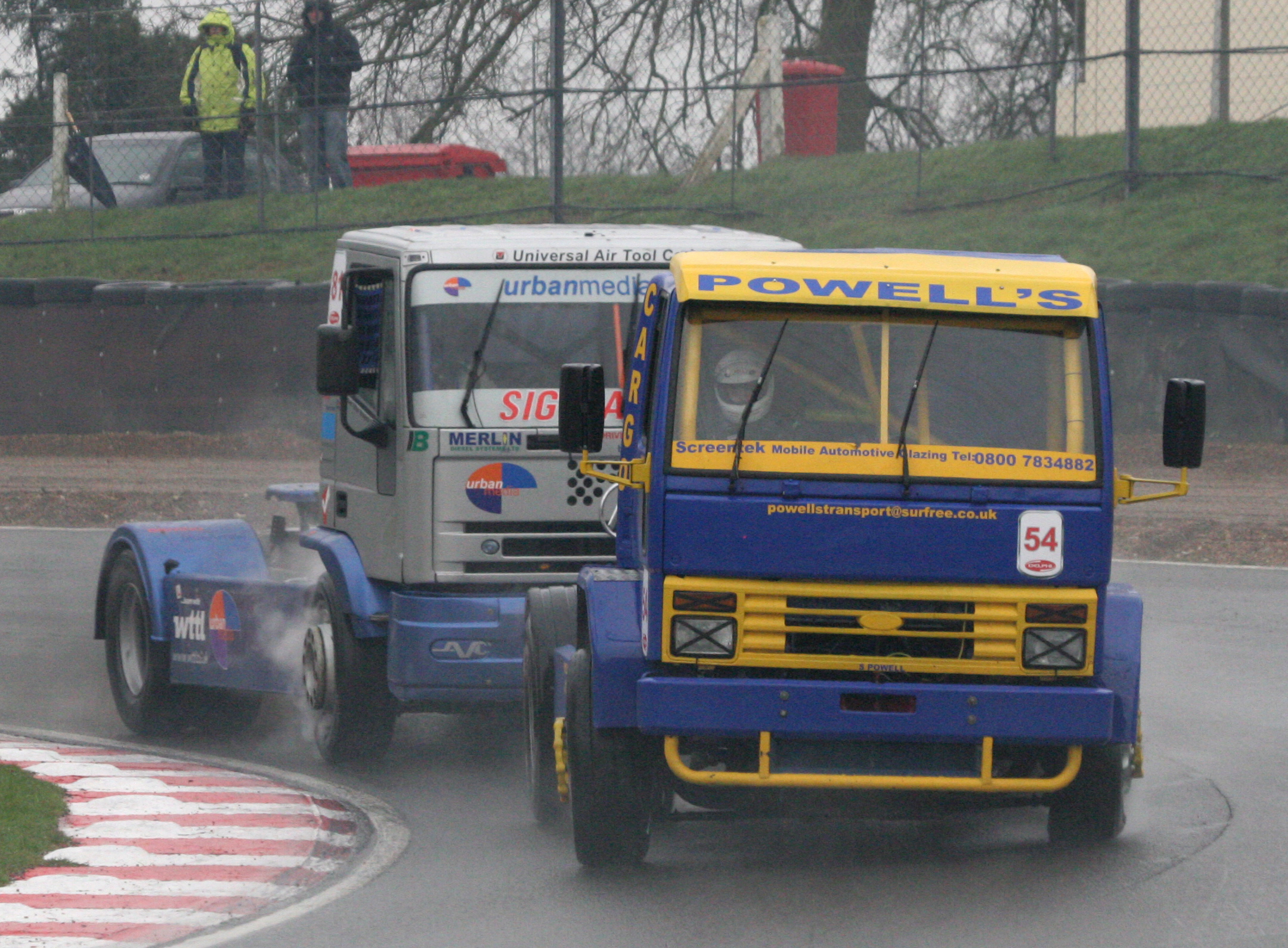
Vue d'un Ford Cargo en course.

- Triple Champion d'Europe de courses de camions Classe A, en 1985 et 1987 sur Ford Cargo (de 10L. et 300CV), puis en 1989 sur Volvo N12; 
  - vice-champion d'Europe de rallycross, en 1973 sur Ford Escort RS1600 twin-cam;
  - vice-champion d'Europe de courses de camions, en 1986 sur Ford Cargo;
  - 3e du championnat d'Europe de courses de camions, en 1990;
  - 4e du  championnat d'Europe de courses de camions, en 1991 et 1992.